# Бастова Рудня
Бастова Рудня (укр. Бастова Рудня) — село на Украине, находится в Емильчинском районе Житомирской области.
Код КОАТУУ — 1821784002. Население по переписи 2001 года составляет 287 человек. Почтовый индекс — 11252. Телефонный код — 4149. Занимает площадь 0,18 км².

## Адрес местного совета
11252, Житомирская область, Емильчинский р-н, с.Неделище, ул. Центральная